# کالج سیلم
کالج سیلم (به انگلیسی: Salem College) یک کالج هنرهای آزاد بانوان در ایالات متحده آمریکا است که در کارولینای شمالی واقع شده‌است.